# Antigua ai Giochi della XXI Olimpiade
Antigua e Barbuda partecipò come Antigua, Stato associato ai Giochi della XXI Olimpiade che si sono svolti a Montréal dal 17 luglio al 1º agosto 1976, con una delegazione di dieci atleti impegnati nell'atletica leggera e nel ciclismo. Portabandiera alla cerimonia di apertura fu il quattrocentista Fred Sowerby. Si trattò della prima partecipazione di questo paese ai Giochi olimpici. Non furono conquistate medaglie.

## Delegazione
| Sport            | Uomini | Donne | Totale |
| ---------------- | ------ | ----- | ------ |
| Atletica leggera | 8      | -     | 8      |
| Ciclismo         | 2      | -     | 2      |
| Totale           | 10     | 0     | 10     |

## Risultati

### Atletica leggera
| Q | Qualificato al turno successivo per la posizione in qualificazione                                                           |
| q | Qualificato per il turno successivo per ripescaggio o, negli eventi su campo, conquistando la misura minima per qualificarsi |

Maschile
Eventi su pista e strada
| Atleta                                                       | Evento                | Batteria | Batteria  | Quarti di finale | Quarti di finale | Semifinali      | Semifinali      | Finale          | Finale          |
| Atleta                                                       | Evento                | Tempo    | Posizione | Tempo            | Posizione        | Tempo           | Posizione       | Tempo           | Posizione       |
| ------------------------------------------------------------ | --------------------- | -------- | --------- | ---------------- | ---------------- | --------------- | --------------- | --------------- | --------------- |
| Cuthbert Jacobs                                              | 200 m                 | 21"50    | 2º Q      | 21"33            | 6º               | non qualificato | non qualificato | non qualificato | non qualificato |
| Fred Sowerby                                                 | 400 m                 | 48"12    | 5º Q      | 48"03            | 7º               | non qualificato | non qualificato | non qualificato | non qualificato |
| Conrad Mainwaring                                            | 110 m ostacoli        | 15"54    | 8º        | non qualificato  | non qualificato  | non qualificato | non qualificato | non qualificato | non qualificato |
| Conrad Mainwaring                                            | 400 m ostacoli        | 54"67    | 6º        | non qualificato  | non qualificato  | non qualificato | non qualificato | non qualificato | non qualificato |
| Calvin Greenway Paul Richards Everton Cornelius Elroy Turner | Staffetta 4×100 metri | 41"84    | 7ª        | non qualificati  | non qualificati  | non qualificati | non qualificati | non qualificati | non qualificati |
| Gerald Wisdom Paul Richards Elroy Turner Fred Sowerby        | Staffetta 4×400 metri | 3'09"66  | 8ª        | non qualificati  | non qualificati  | non qualificati | non qualificati | non qualificati | non qualificati |

Eventi su campo
| Atleta          | Evento         | Qualificazioni | Qualificazioni | Finale          | Finale          |
| Atleta          | Evento         | Distanza       | Posizione      | Distanza        | Posizione       |
| --------------- | -------------- | -------------- | -------------- | --------------- | --------------- |
| Calvin Greenway | Salto in lungo | 6,96           | 29º            | non qualificato | non qualificato |
| Maxwell Peters  | Salto triplo   | 14,94          | 21º            | non qualificato | non qualificato |

### Ciclismo

#### Pista
Maschile
| Atleta           | Evento                  | Posizione | Risultato |
| ---------------- | ----------------------- | --------- | --------- |
| Donald Christian | Chilometro a cronometro | DNF       | DNF       |

| Atleta          | Evento   | Round 1                          | Ripescaggio 1               | Round 2          | Ripescaggio 2    | Finali ripescaggio | Quarti           | Semifinale       | Finale / FB      | Finale / FB |
| Atleta          | Evento   | Avversario Tempo                 | Avversario Tempo            | Avversario Tempo | Avversario Tempo | Avversario Tempo   | Avversario Tempo | Avversario Tempo | Avversario Tempo | Pos.        |
| --------------- | -------- | -------------------------------- | --------------------------- | ---------------- | ---------------- | ------------------ | ---------------- | ---------------- | ---------------- | ----------- |
| Patrick Spencer | Velocità | Vaarten (BEL) Barczewski (USA) P | Pieters (NED) Fumić (YUG) P | non qualificato  | non qualificato  | non qualificato    | non qualificato  | non qualificato  | non qualificato  | 25º         |

| Atleta           | Evento                   | Qualificazioni | Qualificazioni | Ottavi           | Quarti           | Semifinale       | Finale / FB      | Finale / FB |
| Atleta           | Evento                   | Tempo          | Posizione      | Avversario Tempo | Avversario Tempo | Avversario Tempo | Avversario Tempo | Pos.        |
| ---------------- | ------------------------ | -------------- | -------------- | ---------------- | ---------------- | ---------------- | ---------------- | ----------- |
| Donald Christian | Inseguimento individuale | DNF            | DNF            | non qualificato  | non qualificato  | non qualificato  | non qualificato  | 25º         |